# محوطه قوش تپه
محوطه قوش تپه؛ نام محوطه‌ای تاریخی مربوط به دورهٔ تاریخی است و در شهرستان جوین واقع شده و این اثر در تاریخ ۸ دی ۱۳۹۰ با شمارهٔ ثبت ۳۰۴۸۱ به‌عنوان یکی از آثار ملی ایران به ثبت رسیده‌است.